# Miconia racemosa
Miconia racemosa là một loài thực vật có hoa trong họ Mua. Loài này được (Aubl.) DC. mô tả khoa học đầu tiên năm 1828.